# Parisavtalet
Parisavtalet, Paristraktatet eller Freden i Paris är ett fredsfördrag mellan USA och Storbritannien som undertecknades i Paris den 3 september 1783, varigenom Amerikanska frihetskriget avslutades och Storbritannien slutligen erkände USA som en suverän stat.
Samma dag undertecknade Storbritannien ett fredsfördrag med de amerikanska bundsförvanterna Spanien och Frankrike i Versailles. Amerikanskt sändebud var Benjamin Franklin.

## Bilder

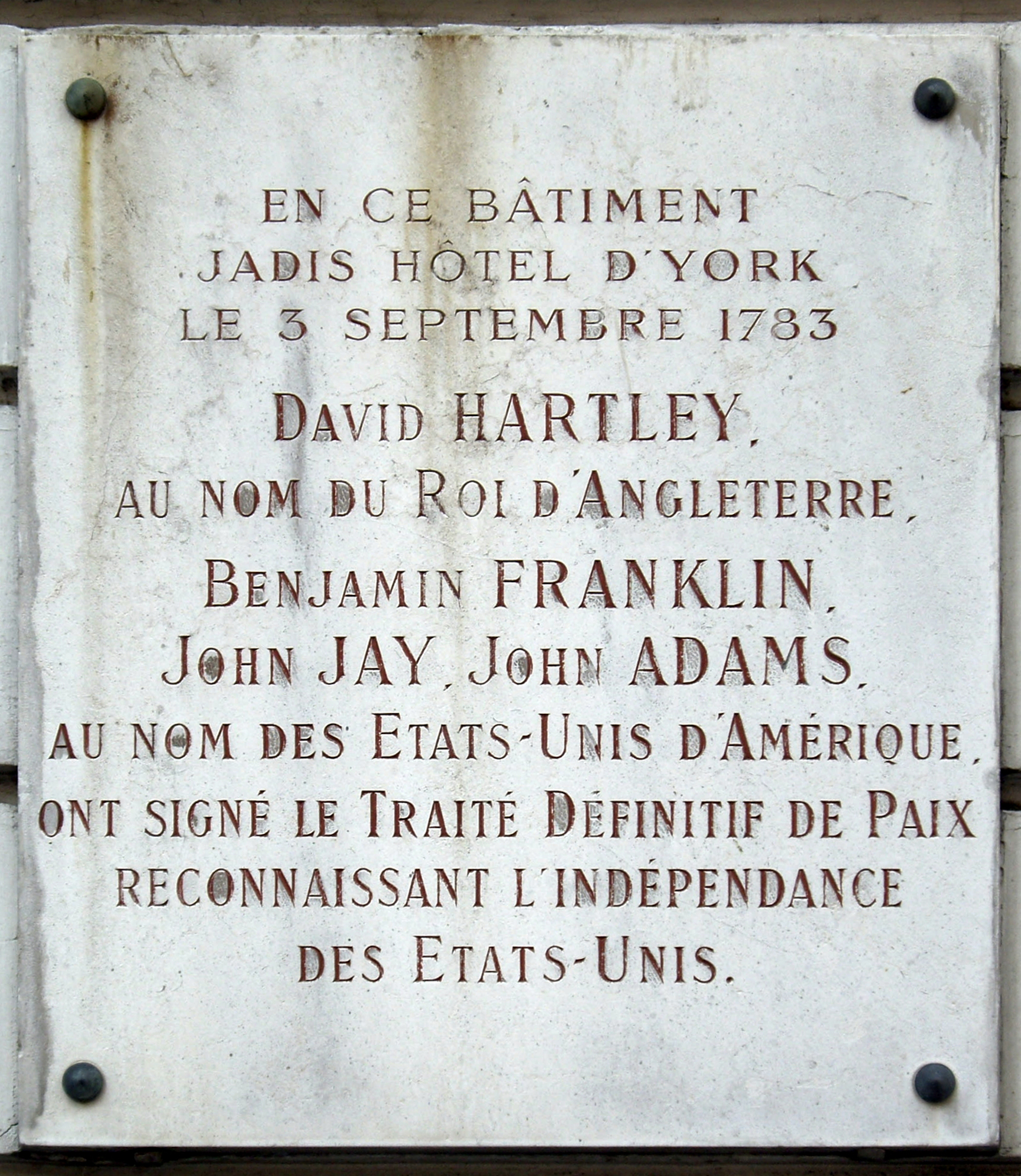
Plakett utanför huset i Paris 6:e arrondissement där traktatet undertecknades.
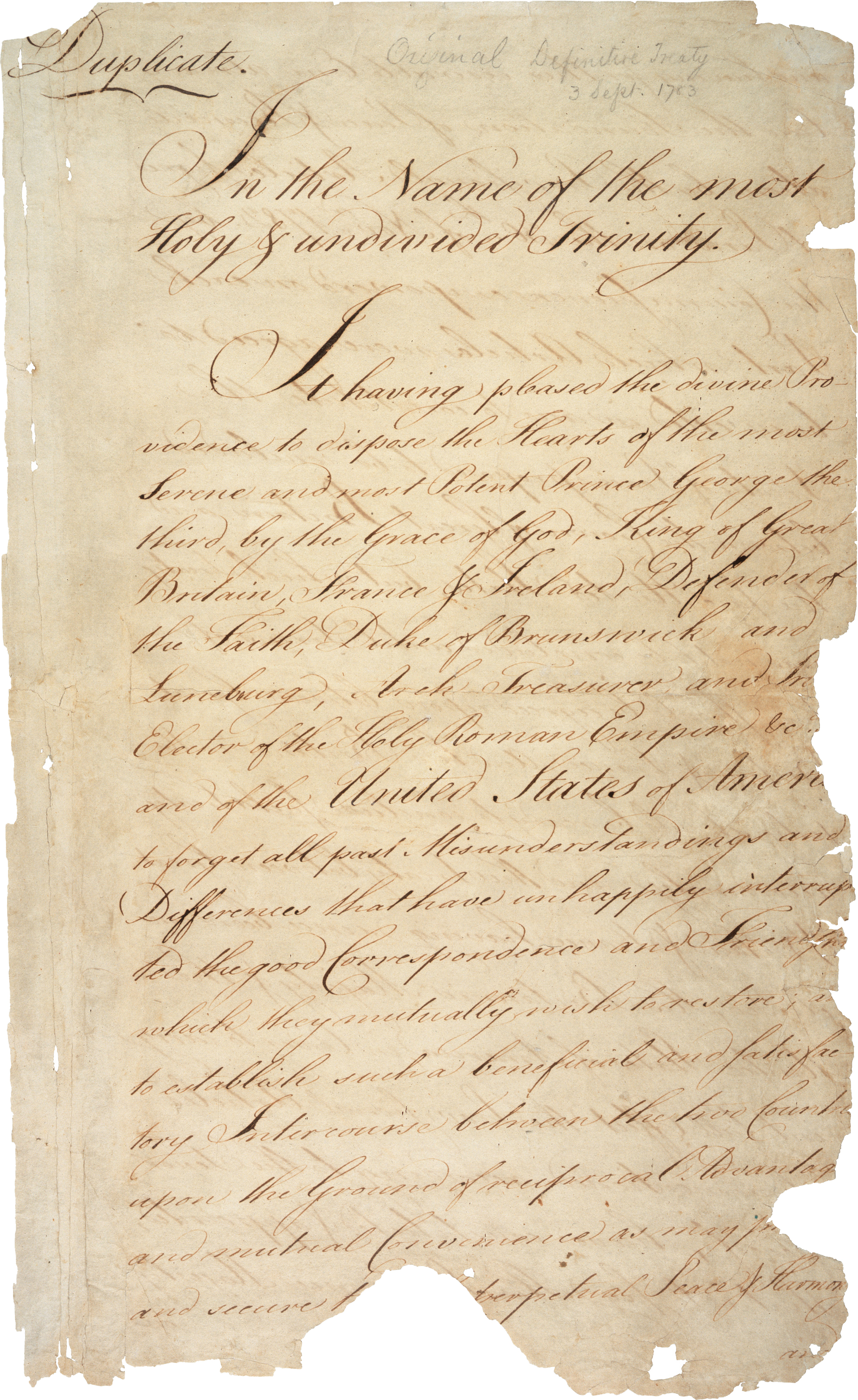
Första sidan.
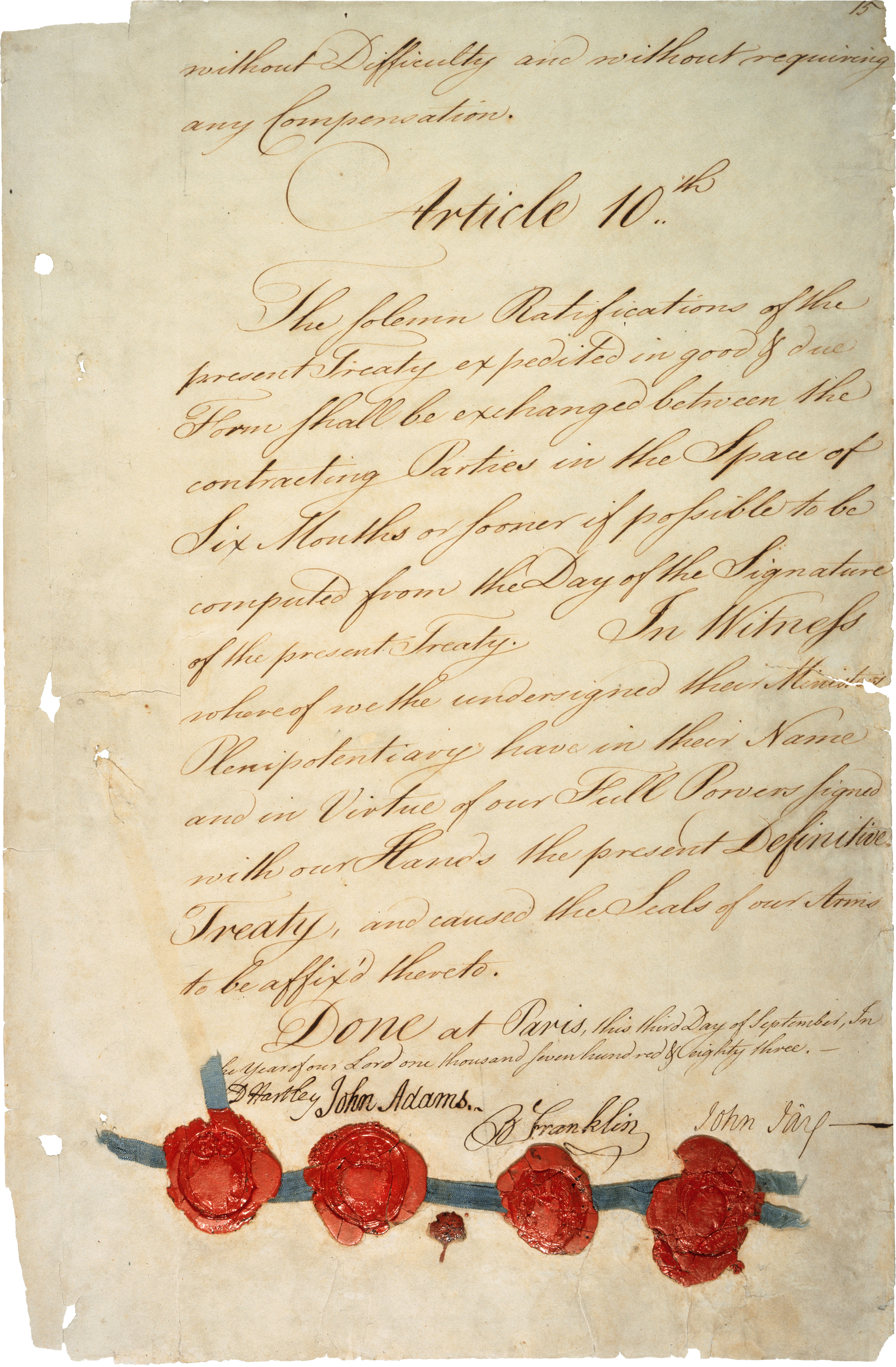
Sista sidan med namnteckningar och sigill.

### Fotnoter
1. ↑  Rolf Hugoson (16 juni 2005). ”Konstitutioner bör skrivas av övertygelse”. Svenska dagbladet. http://www.svd.se/konstitutioner-bor-skrivas-av-overtygelse. Läst 15 januari 2017.
2. ↑  ”Nordamerikas förenta stater”. Nordisk familjebok. 25 februari 1913. sid. 1 217. https://runeberg.org/nfbs/0667.html. Läst 15 januari 2017.